# Гордон, Джордж, 2-й граф Хантли
Джордж Гордон, 2-й граф Хантли (англ. George Gordon, 2nd Earl of Huntly; до 1441 — 8 июня 1501) — шотландский аристократ, вождь клана Гордон, лорд-канцлер Шотландии в 1498—1501 годах.

## Жизнеописание
Джордж Гордон был старшим сыном Александра Гордона (Сетона), 1-го графа Хантли (ум. 1470), и его второй жены Элизабет Крайтон, дочери Уильяма Крайтона, 1-го лорда Крайтона (ум. 1454). Джордж Гордон впервые упоминается в исторических источниках в 1441 году, когда земли, которые позже стали частью графства, были утверждены за ним и за его наследниками. Джордж Гордон родился незадолго до этого — до 1441 года, но точная дата его рождения неизвестна. Так же и неизвестно о точной дате бракосочетания его отца — его родители поженились примерно до 18 марта 1439 года или 18 марта 1440 года.
Джордж Гордон был женат на Элизабет Данбар, графине Морей. В документах, которые датируются 20 мая 1455 года, он записывается как мастер Хантли. Потом о нем пишут как о «сэре Джордже Сетоне, рыцаре» в королевском предписании от 7 марта 1456 или 1457 года, а также в коронной грамоте 1459 года он впервые упоминается как Джордж Гордон и указывается, что он взял себе эту фамилию. Джордж Гордон, лорд Гордон, был обладателем замков Килдрамми, Киндрохит и Инвернесс. Он унаследовал титулы своего отца — и стал графом Хантли 15 июля 1470 года.
Вскоре после того как Джордж Гордон получил титул графа Хантли, он был втянут в войну кланов и воевал с кланом Росс и графом Росс. В эту войну вмешался король Шотландии Яков III Стюарт, поддержав графа Хантли. Граф Росс был обвинен в государственной измене, а после его отказа явиться на королевский суд был объявлен вне закона. Был организовал военный поход против графа Росса. После того как был захвачен штурмом замок Дингуолл и земли Лохабер, граф Росс фактически сдался и стал просить прощения у короля.
В 1479 году Джордж Гордон получил должность королевского юстициария (судьи) земель к северу от реки Форт. Его обязанностью было прекращение войн между кланами Хайленда. В 1497 году Джордж Гордон получил должность лорда-канцлера Шотландии. Его дочь Кэтрин вышла замуж за Перкина Уорбека — авантюриста, который пользовался покровительством короля Шотландии Якова IV Стюарта.
Джордж Гордон скончался в замке Стерлинг 8 июня 1501 года.

## Семья
20 мая 1455 года Джордж Гордон первым браком женился на Элизабет Данбар, дочери Джона Данбара, 4-го графа Морея (ум. 1390), вдове Арчибальда Дугласа, графа Морея. Их брак был аннулирован где-то в 1459—1460 годах. У этой пары не было детей.
Джордж Гордон женился второй раз в 1459—1460 годах на Аннабелле Стюарт (ок. 1436—1509), младшей дочери короля Шотландии Якова I Стюарта. После нескольких лет брака граф Гордон возбудил дело, чтобы этот брак аннулирован на том основании, что леди Аннабелла была родственницей его первой жены Элизабет. Брак был расторгнут 24 июля 1471 года.
Джордж Гордон имел нескольких детей, но неясно, кто из них был рожден во втором браке, а кто появился на свет в результате его третьего брака:
- Александр Гордон, 3-й граф Хантли (умер 21 января 1524)
- Адам Гордон, женат на Элизабет де Моравия, дочери и наследнице Джона де Моравия, 8-го графа Сазерленда (ум. 1508)
- Уильям Гордон, женат на Джанет Огилви, он стал предком ветви Гордон из Гайта, его потомком был поэт лорд Байрон.
- Джеймс Гордон, упоминается в документах 1498 года.
- Джанет Гордон (ум. до февраля 1559), 1-й муж — Александр Линдсей, мастер Кроуфорд, 2-й муж — Патрик, мастер Грей (оба браки аннулированы), 3-й муж — Патрик Буттар из Гормарка, 4-й муж — Джеймс Халкерстон из Саутвуда
- Изабелла Гордон (ум. 1485) — жена Уильяма Хэя, 3-го графа Эрролла (ум. 1507)
- Элизабет Гордон, муж с 1481 года Уильям Кейт, 3-й граф Маришаль (ум. 1530).

После отмены своего брака с Аннабеллой Стюарт на основании того, что она родственница его бывшей жены Элизабет Данбар, он женился 12 мая 1476 года на своей любовнице Элизабет Хэй, дочери Уильяма Хэя, 1-го графа Эррола (1423—1462). У них были дети:
- Леди Кэтрин Гордон (ум. 1537), вероятно, дочь Элизабет Хэй, 1-й муж — Перкин Уорбек (ум. 1499), 2-й муж — Джеймс Стрейнджуэйс (ум. 1515), 3-й муж — Мэттью Краддок (ум. 1531), 4-й муж — Кристофер Эштон из Файфилда. Она была хорошо принята при дворе короля Англии Генриха VII и получила прозвище — «Белая Роза».
- Элеонора Гордон
- Агнесса Гордон.